# Judith van der Helm
Judith van der Helm (Delft, 13 januari 2005) is een Nederlands handbalspeler die deel uitmaakt van het Nederlandse nationale team.

## Carrière

### Club
Van der Helm kwam van 2021 tot 2023 uit voor HV Quintus. In 2023 maakte ze de overstap naar HV VOC uit Amsterdam. Vanaf Januari 2025 speelt Van der helm voor het Deense Esbjerg.

### Nationaal team
Van der Helm maakte haar debuut voor het Nederlandse handbalteam op 7 april 2023 in een wedstrijd tegen Zweden.
In 2023 werd Van der Helm opgenomen in de voorselectie van het WK 2023 in Denemarken, Noorwegen en Zweden. Ze haalde definitieve selecte uiteindelijk niet.
Voor de Olympische Spelen 2024 werd Van der Helm opgenomen op de reservelijst. Door een blessure van Zoë Sprengers kreeg ze toch een plek in de selectie in de selectie van Per Johansson en maakte ze haar debuut op de Spelen. Met haar land werd Van der Helm uitgeschakeld in de kwartfinales na een nederlaag tegen Denemarken. In december 2024 maakte Van der Helm eveneens deel uit van Nederlandse selectie op het EK 2024.